# Electrohelicopsyche taeniata
Electrohelicopsyche taeniata is een fossiele soort schietmot uit de familie Helicopsychidae.